# 벨리카고리차

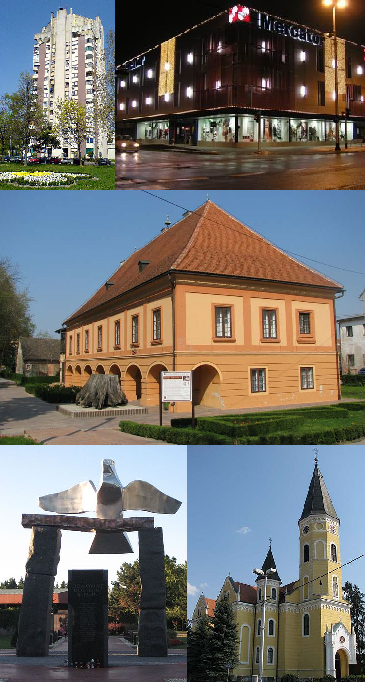
벨리카고리차

벨리카고리차(크로아티아어: Velika Gorica)는 크로아티아 자그레브주에 위치한 도시로 면적은 328.65km2, 높이는 96m, 인구는 63,517명(2011년 기준), 인구 밀도는 190명/km2이다. 크로아티아의 수도인 자그레브에서 남쪽으로 16km 정도 떨어진 곳에 위치한다.

시 문장